# Curvularia clavata
Curvularia clavata är en svampart som beskrevs av B.L. Jain 1962. Curvularia clavata ingår i släktet Curvularia och familjen Pleosporaceae.   Inga underarter finns listade i Catalogue of Life.